# 大野柚布子
大野柚布子（日语：／ Ōno Yūko，1993年11月2日—）是日本的女性聲優，愛知縣名古屋市出身。Mausu Promotion所屬。

## 人物
高中二年級時曾被導師說「要比別人加倍努力思考未來的方向」而決定開始以跟動畫有關的工作為目標。2013年到東京後進入日本工學院專門學校演劇科就讀，2015年開始為Mausu Promotion附屬養成研究所的學生，2017年4月正式加入Mausu Promotion。2018年11月7日宣布，因健康因素暫時停止相關活動。2019年1月7日所屬事務所已對外發表將會重新展開聲優工作。
幼稚園到國中時有在學習鋼琴，小學與國中加入過器樂社，並曾擔任管樂器與鋼琴的伴奏。
喜歡的食物是柚子醋，討厭的食物是香蕉。喜歡去澡堂與溫泉。
喜歡昭和時代製作的動畫。另外也喜歡高橋留美子的作品。憧憬的聲優是小山茉美。
於2024年10月31日宣佈無限期停業。

## 演出作品
※粗體字為主要角色。

### 電視動畫
2016年
- 熱情傳奇 The X（民眾[13]）
- 時間旅行少女～真理、和花與8名科學家～（園兒）
- 一人之下 the outcast（男孩子B）
- TRICKSTER －來自江戶川亂步「少年偵探團」－（伊達小宇宙、伊集院梨梨香）
- 灼熱的桌球娘（客）

2017年
- 18if（珠紀）
- 天使的3P！（五島潤[14]）
- 此花綺譚（柚[15]）

2018年
- 刀使之巫女（柳瀨詩織）
- POP TEAM EPIC（貓與狗）
- 齊木楠雄的災難 第2期（久美子）
- 魔法少女網站（朝霧彩）
- 蠟筆小新（園兒D）
- 音樂少女（雪野日陽[16]）
- 搖曳莊的幽奈小姐（少女）
- 茜色少女（由香里）
- 尤利西斯 貞德與鍊金騎士（貞德[17]）

2019年
- 天華百劍 〜歡迎來到銘治館！〜（城和泉正宗[18]）
- 非洲的動物上班族（兔子播音員）

2020年
- 〈Infinite Dendrogram〉-無盡連鎖-（涅墨西斯[19]）
- 繼怪怪守護神（薊[20]）
- 隱瞞之事（相賀加代）
- Lapis Re:LiGHTs（楓）
- 魔王學院的不適任者～史上最強的魔王始祖，轉生就讀子孫們的學校～（麥雅·賽姆特）

2021年
- 結城友奈是勇者 啾嚕！（國土亞耶）
- 更多！怪俠佐羅利（瑪莎）
- 結城友奈是勇者-大滿開之章-（國土亞耶）
- 魯邦三世 PART6（艾美）

2022年
- Delicious Party ♡ 光之美少女（女學生）
- 我家師傅沒有尾巴（天神）

2023年
- 魔王學院的不適任者 II ～史上最強的魔王始祖，轉生就讀子孫們的學校～（麥雅·賽姆特、黑服女子）
- 不相信人類的冒險者們好像要去拯救世界（莉涅）
- 轉生貴族的異世界冒險錄～不知自重的眾神使徒～（帕魯瑪、銀）
- 在異世界獲得超強能力的我，在現實世界照樣無敵～等級提升改變人生命運～（空）
- 神奇柑仔店（大野藍花）
- 間諜教室
- 神劍闖江湖－明治劍客浪漫譚－（三条燕）
- 星靈感應（鏡紗也）

2024年
- 婚戒物語（瑟菲菈）
- 蔚藍檔案 The Animation（格黑娜風紀委員）
- 泡泡糖忍戰（夕顔）
- 雙生戀情密不可分（龜嵩璃璃須[21]）

2025年
- 持續狩獵史萊姆三百年，不知不覺就練到LV MAX ～其二～（朋德莉）

### OVA
2016年
- planetarian～星之夢～

### 遊戲
2015年
- Guardian Clash（艾蓮[22]）
- Sid Story（拉法耶羅、菲迪妮[23]）

2016年
- 妃十三學園 Alternative Girls（貝魯魯[24]）
- Guardian Codex（凱芙倫[25]）
- 幻獸姬（斯洛烏斯[26]）
- Sid Story（帕斯卡爾[27]）
- 戰國姬譚MURAMASA-雅-（足利義昭[28]、太田資正[29]、北条氏直[30]）
- 公主之塔（椿鬼[31]）
- 魔女異聞錄：伊絲塔利亞傳說（衛生兵長南丁格爾[32]、吞噬神的魔狼芬里爾）

2017年
- 天華百劍-斬-（城和泉正宗[33]）

2018年
- 碧藍航線（黑潮、親潮）
- 碧海晴空、彼岸相連（小笠原智乃美）

2019年
- 拳皇全明星（莉姆露露）
- 侍魂（莉姆露露）
- 聖火降魔錄 風花雪月（芙蓮）

2020年
- 星空列車與白的旅行（諾瓦）
- 聖火降魔錄 英雄雲集（芙蓮）

2021年
- Lapis Re：LiGHTs ～這個世界的偶像會用魔法～（楓）
- 聖火降魔錄 英雄雲集（莎拉）

2022年
- 世界計畫 繽紛舞台！ feat.初音未來（高木未羽[34]）
- 蘇菲的鍊金工房2 ～不可思議夢的鍊金術士～（諾姆·杜摩提耶）
- 緋染天空 Heaven Burns Red（伊達朱里）

2023年
- 蕾斯萊莉婭娜的鍊金工房 ～忘卻的鍊金術與極夜的解放者～（芙洛可·契爾哈）

### RADIO
- 動畫偵探團3 （高知放送、和歌山放送：2015年4月26日－）[35]

### 其他
- GUST（GUST妹妹）

## 音樂CD

### 角色歌
| 發售日   | 名稱                                                | 演唱名義                                                                                                   | 歌曲名稱                                                               | 商業搭配                                     |
| 2017年   | 2017年                                              | 2017年 | 2017年                                                                 | 2017年                                       |
| -------- | --------------------------------------------------- | --- | ---------------------------------------------------------------------- | -------------------------------------------- |
| 3月15日  | 覺醒〜Alternative Heart〜                           | 貝魯魯（大野柚布子）                                                                                       | 「」                                                                   | 遊戲《妃十三學園 Alternative Girls》相關歌曲 |
| 7月26日  |                                                     | Baby's breath                                                                                              | 「」                                                                   | 電視動畫《天使的3P！》片頭曲                 |
| 7月26日  | 「BLUE TEARS」                                      | Baby's breath                                                                                              | 電視動畫《天使的3P！》相關歌曲                                         |                                              |
| 8月23日  | 楔                                                  | Baby's breath                                                                                              | 「楔」                                                                 | 電視動畫《天使的3P！》片尾曲                 |
| 8月23日  | 楔                                                  | Baby's breath                                                                                              | 「Baby's place」                                                       | 電視動畫《天使的3P！》相關歌曲               |
| 9月27日  | 電視動畫《天使的3P！》Three Angels Complete Album ♪ | Baby's breath                                                                                              | 「」 「HOWLING」 「」 「INNOCENT BLUE」 「」 「」                      | 電視動畫《天使的3P！》插入曲                 |
| 9月27日  | 電視動畫《天使的3P！》Three Angels Complete Album ♪ | Baby's breath                                                                                              | 「」                                                                   | 電視動畫《天使的3P！》相關歌曲               |
| 10月3日  | 天使的3P！BD、DVD第1卷特典CD                        | Baby's breath                                                                                              | 「STAND UP!」                                                          | 電視動畫《天使的3P！》相關歌曲               |
| 11月2日  | 天使的3P！BD、DVD第2卷特典CD                        | Baby's breath                                                                                              | 「LOVER SOUL」                                                         | 電視動畫《天使的3P！》相關歌曲               |
| 12月2日  | 天使的3P！BD、DVD第3卷特典CD                        | Baby's breath                                                                                              | 「Believe In…Myself」                                                  | 電視動畫《天使的3P！》相關歌曲               |
| 12月13日 | 此花亭的四季                                        | 此花亭仲居之會                                                                                             | 「」                                                                   | 電視動畫《此花綺譚》片尾曲                   |
| 12月13日 | 此花亭的四季                                        | 柚（大野柚布子）、皋（秦佐和子）                                                                           | 「」                                                                   | 電視動畫《此花綺譚》片尾曲                   |
| 2018年   |                                                     | |                                                                        |                                              |
| 1月10日  |                                                     | 柚（大野柚希子）                                                                                           | 「」                                                                   | 電視動畫《此花綺譚》片尾曲                   |
| 5月3日   | Brand New Stage                                     | Baby's breath.                                                                                             | 「Brand New Stage」 「Hail to reason」                                 | 電視動畫《天使的3P！》相關歌曲               |
| 6月6日   | ON STAGE LIFE                                       | 音樂少女                                                                                                   | 「ON STAGE LIFE」                                                      | 電視動畫《音樂少女》插入曲                   |
| 6月6日   | ON STAGE LIFE                                       | 音樂少女                                                                                                   | 「ON STAGE LIFE (Taishi ReMix)」                                       | 電視動畫《音樂少女》相關歌曲                 |
| 6月20日  |                                                     | 朝霧彩（大野柚布子）                                                                                       | 「」                                                                   | 電視動畫《魔法少女網站》相關歌曲             |
| 6月20日  | 「」                                                | 朝霧彩（大野柚布子）                                                                                       | 電視動畫《魔法少女網站》插入曲                                         |                                              |
| 7月25日  |                                                     | 音樂少女                                                                                                   | 「」                                                                   | 電視動畫《音樂少女》插入曲                   |
| 7月25日  | 雪野日陽（大野柚希子）                              | 「」 |                                                                        | 電視動畫《音樂少女》插入曲                   |
| 7月25日  | 雪野日陽（大野柚希子）                              | 「universe melody」                                                                                        | 電視動畫《音樂少女》相關歌曲                                           |                                              |
| 8月8日   |                                                     | 音樂少女                                                                                                   | 「」                                                                   | 電視動畫《音樂少女》片尾曲                   |
| 8月8日   | 「（Taishi ReMix）」                                | 音樂少女                                                                                                   | 電視動畫《音樂少女》相關歌曲                                           |                                              |
| 9月5日   |                                                     | 城和泉正宗（大野柚布子）、桑名江（高橋李依）、牛王吉光（千菅春香）、小烏丸（大和田仁美）、七香（白石晴香） | 「」                                                                   | 遊戲《天華百劍 -斬-》相關歌曲                |
| 9月5日   | 城和泉正宗（大野柚布子）                            | | 「」                                                                   | 遊戲《天華百劍 -斬-》相關歌曲                |
| 9月26日  |                                                     | 音樂少女                                                                                                   | 「」                                                                   | 電視動畫《音樂少女》插入曲                   |
| 9月26日  | 雪野日陽（大野柚希子）                              | 電視動畫《音樂少女》相關歌曲                                                                               | 「」                                                                   |                                              |
| 10月31日 | 音樂少女 BD第2卷特典CD                              | 電視動畫《音樂少女》相關歌曲                                                                               | 西尾未來（岡咲美保）、雪野日陽（大野柚布子）、具志堅舒普（島袋美由利） | 「happy ice cream」                          |

### 组合成员
1. 1 2  五島潤（大野柚布子）、紅葉谷希美（遠藤祐里香）、金城空（古賀葵）
2. ↑  柚（大野柚布子）、皋（秦佐和子）、棗（諏訪彩花）、蓮（久保田梨沙）、櫻（加隈亞衣）、桐（沼倉愛美）
3. 1 2 3  金時琴子（Lynn）、迎羽織（小倉唯）、迎桐（上坂堇）、千歲春（沼倉愛美）、熊谷繪里（瀨戶麻沙美）、龍王更紗（渕上舞）、箕作沙沙芽（高橋花林）、西尾未來（岡咲美保）、雪野日陽（大野柚布子）、具志堅舒普（島袋美由利）、諸岡洛洛（江口菜子）
4. ↑  金時琴子（Lynn）、迎羽織（小倉唯）、迎桐（上坂堇）、千歲春（沼倉愛美）、熊谷繪里（瀨戶麻沙美）、龍王更紗（渕上舞）、箕作沙沙芽（高橋花林）、西尾未來（岡咲美保）、雪野日陽（大野柚布子）、具志堅舒普（島袋美由利）、諸岡洛洛（江口菜子）、山田木花子（深川芹亚）

## 外部連結
- 事務所官方簡歷 （页面存档备份，存于）（日語）
- 大野柚布子的X（前Twitter）（日語）